# Capistrello
Capistrello är en ort och kommun i provinsen L'Aquila i regionen Abruzzo i Italien. Kommunen hade 5 120 invånare (2018).